# Arion transsylvanus
Arion transsylvanus ist eine Nacktschneckenart aus der Familie der Wegschnecken (Arionidae) innerhalb der Ordnung der Lungenschnecken (Pulmonata). Das ursprünglich als Varietät beschriebene Taxon wurde erst 2010 als eigenständige Art erkannt.

## Merkmale
Die mittelgroßen Tiere werden ausgestreckt 40 bis 70 mm lang. Die Grundfarbe variiert stark innerhalb einer Population und auch zwischen verschiedenen Populationen von intensiv-gelborange, über verschiedene Brauntöne bis zu tief- oder dunkelbraun. Seitliche Binden sind oft vorhanden, können aber stark verlöschen, seltener völlig fehlen. Am oberen Rand der seitlichen Binden ist oft ein etwas hellerer Streifen vorhanden. Der Rücken zwischen den seitlichen Binden ist gewöhnlich dunkler als die Zone zwischen den seitlichen Binden und dem randlichen Bereich des Fußes. Oft ist auf dem Rücken noch ein etwas hellerer Rückenstreifen ausgebildet. Die Fußsohle ist immer cremefarben. Der Körperschleim kann farblos bis gelborangefarben sein. 
Im Geschlechtsapparat ist die abgeflacht-eiförmige Geschlechtsdrüse von mittlerer Größe. Sie sitzt am Rand der Mitteldarmdrüse und ist somit sichtbar, wenn der Mantel geöffnet wird. Die Farbe der Geschlechtsdrüse variiert von rötlich-braun bis purpurgrau. Der Eileiter ist röhrenförmig mit einer gleichbleibenden Dicke, oder auch mit einem kurzen Teil am Ende, der sich etwas verengt. Die Ligula in der Vagina ist nur schwach entwickelt und besteht aus zwei schwachen Längsrücken. Der Retraktormuskel setzt am Stiel der Samenblase (Spermathek) und am freien Eileiter an. Der Samenblasenleiter ("Stiel") hat ungefähr dieselbe Länge wie die Samenblase selber. Diese ist rundlich bis elliptisch. Der Stiel der Samenblase und der Epiphallus nähern sich bis zur Mündung in das Atrium stark an. Der Übergang des Samenleiters in den Epiphallus ist meist deutlich markiert. Der Epiphallus ist deutlich weiter, besitzt eine dickere Wandung und ist stärker gewunden als der dünne und gerade verlaufende Samenleiter. Dabei ist der Epiphallus etwa so lang wie der Samenleiter. In der Dorsalansicht liegen die Mündungen vom Epiphallus, dem Stiel der Samenblase und des Eileiters in das Atrium auf einer Linie; der Epiphallus links, der Stiel der Samenblase in der Mitte und der Eileiter auf der rechten Seite.

### Ähnliche Arten
Die Art ähnelt der Braunen Wegschnecke (Arion fuscus) stark, nach rein äußeren Merkmale kann sie nicht sicher von A. fuscus unterschieden werden. Im Geschlechtsapparat ist die abgeflacht-elliptische Geschlechtsdrüse (nach Öffnen des Mantels) immer randlich an der Mitteldarmdrüse deutlich sichtbar. Bei der Braunen Wegschnecke ist die rundliche Geschlechtsdrüse eingebettet in die Mitteldarmdrüse und nach Öffnen des Mantels nicht sichtbar. Bei Arion transsylvanus ist die Geschlechtsdrüse größer und heller als die Geschlechtsdrüse der Braunen Wegschnecke. Die Unterschiede zwischen der Hellbraunen Wegschnecke (Arion subfuscus) und Arion transsylvanus sind weniger deutlich. Die Geschlechtsdrüse von Arion subfuscus ist größer und heller (gelblich, hellgrau bis hellpurpurfarben). Bei beiden Arten liegt sie am Rande der Mitteldarmdrüse und ist bei geöffnetem Mantel sichtbar. Soweit bekannt schließen sich die Areale der beiden Arten aber aus.

## Geographische Verbreitung und Lebensraum
Arion transsylvanus ist in Siebenbürgen (Rumänien), früher auch Transsylvanien genannt, weit verbreitet. Das Areal zieht sich bis Ostpolen. Insgesamt ist aber die tatsächliche Verbreitung unbekannt, da die Art bisher vom Arion fuscus/subfuscus-Komplex nicht unterschieden wurde. Tiere, die in anderen Regionen der Karpaten gesammelt wurden, z. B. im Tatra-Gebirge oder in Südpolen, gehörten zu Arion fuscus. Heinrich Simroth fand die Art (damals noch als Varietät bezeichnet) in 2300 m am Berg Negoi. Alexandru Grossu (1970) fand sie sogar in einer Höhe von 2500 m über Meereshöhe.

## Taxonomie und Nomenklatur
Das Taxon wurde 1885 von Heinrich Simroth als Arion subfuscus var. transsylvanus erstmals beschrieben. Kurt Jordaens u. a. werteten das Taxon 2010 zur eigenständigen Art auf.

## Belege